# Septimius-Severus-Bogen

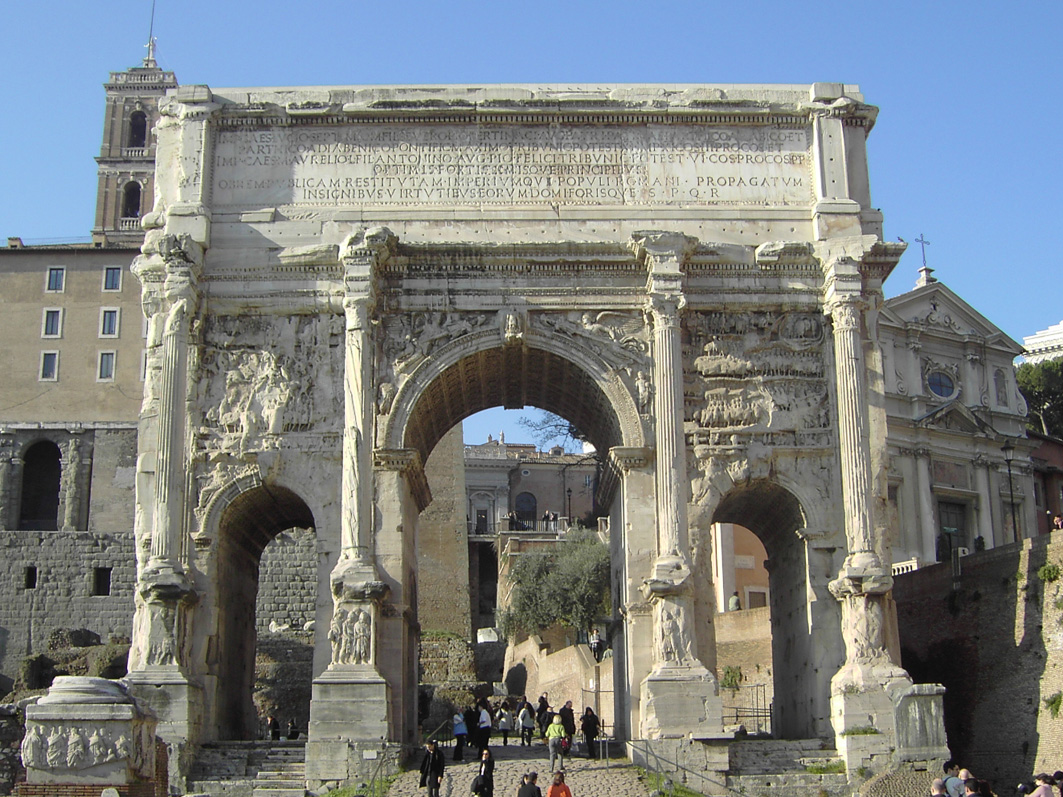
Septimius-Severus-Bogen von Südosten

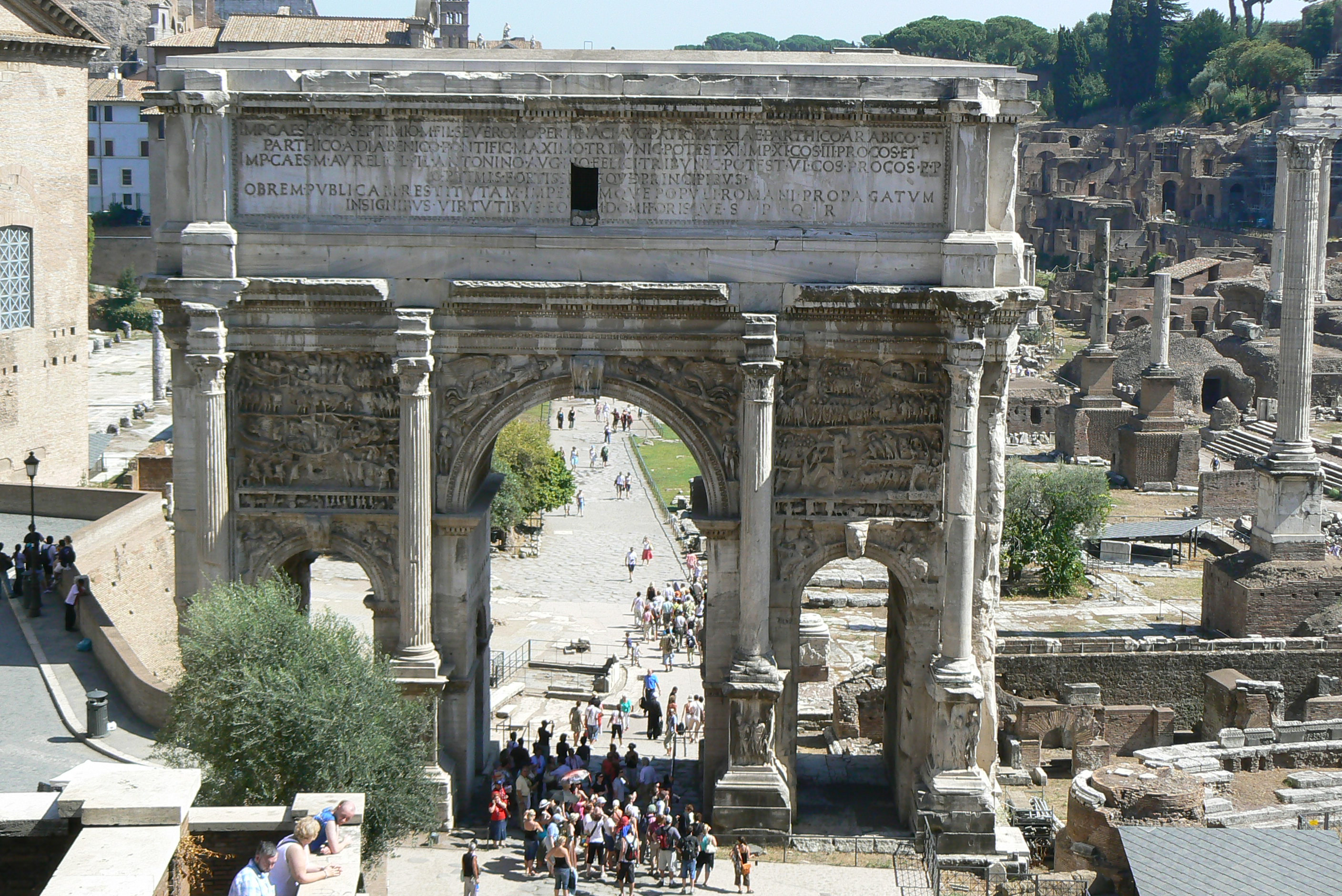
Nordwestseite des Septimius-Severus-Bogen

Der Septimius-Severus-Bogen ist ein dreitoriger Triumphbogen auf dem Forum Romanum in Rom.
Der Bogen wurde zu Ehren des römischen Kaisers Septimius Severus und seiner Söhne Caracalla und Geta im Jahr 203 errichtet, um an die Erfolge gegen das Partherreich zu erinnern. Der Bau wurde bereits nach dem ersten Partherkrieg beschlossen, jedoch erst nach dem Sieg über Clodius Albinus und dem zweiten Partherfeldzug (197–199) in Auftrag gegeben.
Der Triumphbogen steht am nordwestlichen Ende des Forum Romanum. Durch den mittleren Bogen führt die Via Sacra in Richtung Kapitol. Da der Bogen im Mittelalter in Festungsbauten einbezogen wurde, befindet er sich noch heute in einem guten Zustand. Wie auf dem Gemälde von Canaletto zu sehen ist, war der Bogen noch zu Goethes Zeiten zum Teil im Erdreich verschwunden.
Der dreitorige Bogen, der ein herausragendes Beispiel severischer Baukunst in Rom darstellt, besteht im Fundamentbereich aus Travertin, der Aufbau wurde mit Ziegeln ausgeführt und mit pentelischem Marmor verkleidet. Vom Forum führen Stufen zum Bogen hinauf. Das Monument ist 20,88 Meter hoch, 23,27 Meter breit und 11,20 Meter tief. Der Mittelbogen erreicht eine Höhe von 12 Metern und eine Breite von 7 Metern, die beiden Seitenbögen sind 7,8 Meter hoch und 3 Meter breit. Der Septimius-Severus-Bogen war zur Zeit seiner Errichtung der größte Bogen am Forum Romanum.

## Inschrift

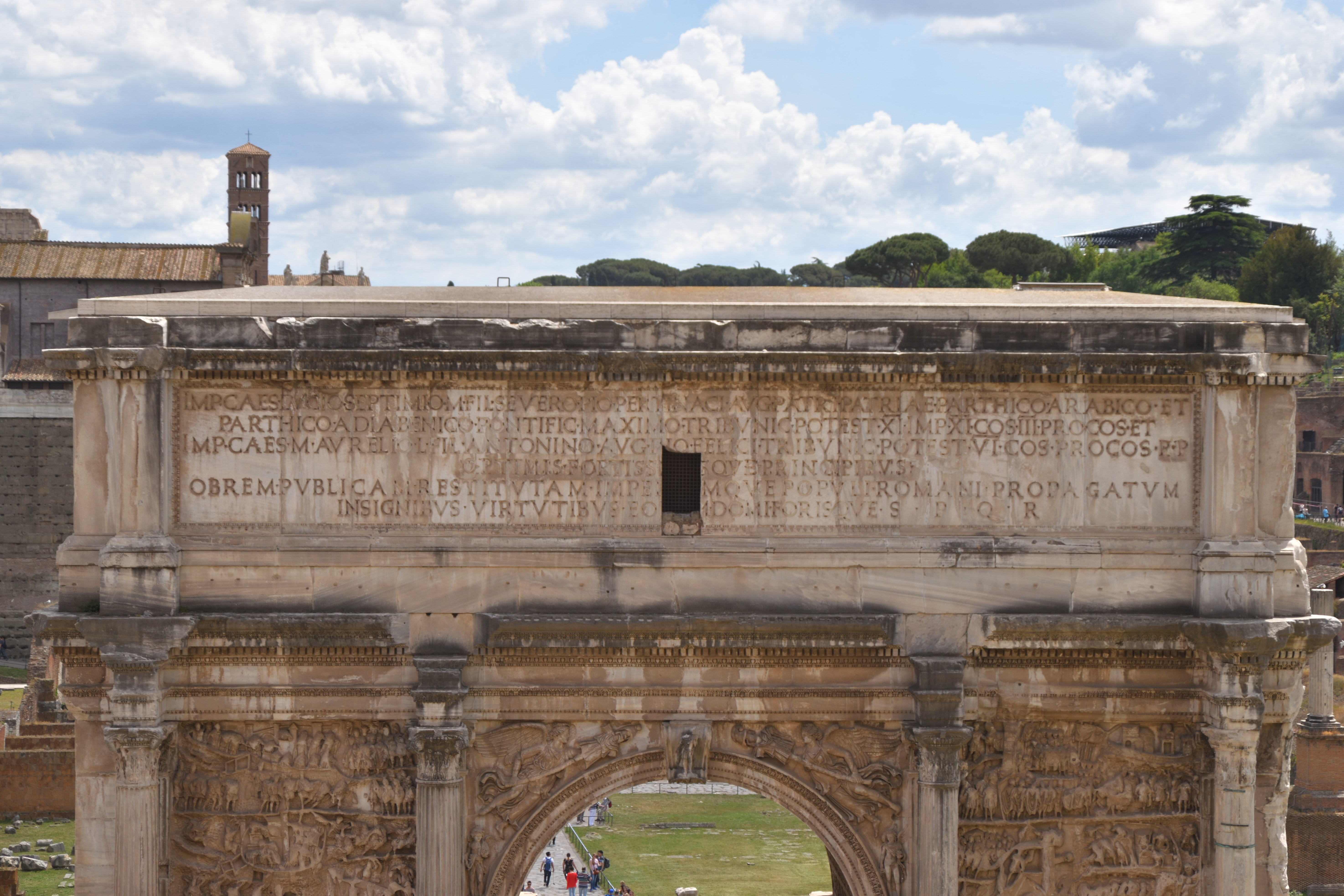
Dedikationsinschrift (Nordwestseite)

An beiden Durchgangsseiten ist eine Inschrift angebracht, die die gesamte Attika einnimmt und angibt, dass der Bogen vom Senat anlässlich der erfolgreichen Feldzüge des Septimius Severus im Osten errichtet wurde. An der Dedikationsinschrift wurde jedoch der Name Getas nach seiner Ermordung und der über ihn verhängten damnatio memoriae im Jahre 211 n. Chr. ausgemeißelt und durch weitere Ehrentitel für Septimius Severus und Caracalla ersetzt. Die Inschrift lautet:

“IMP · CAES · LVCIO · SEPTIMIO · M · FIL · SEVERO · PIO · PERTINACI · AVG · PATRI PATRIAE · PARTHICO · ARABICO · ET · PARTHICO · ADIABENICO · PONTIFIC · MAXIMO · TRIBUNIC · POTEST · XI · IMP · XI · COS · III · PROCOS · ET · IMP · CAES · M · AVRELIO · L · FIL · ANTONINO · AVG · PIO · FELICI · TRIBUNIC · POTEST · VI · COS · PROCOS · (P · P · OPTIMIS · FORTISSIMISQVE · PRINCIPIBUS) · OB · REM · PVBLICAM · RESTITVTAM · IMPERIVMQVE · POPVLI · ROMANI · PROPAGATVM · INSIGNIBVS · VIRTVTIBVS · EORVM · DOMI · FORISQVE · S · P · Q · R”

„Dem Imperator Caesar Lucius Septimius Severus, dem Sohn des Marcus, dem Pius, Pertinax, Augustus, Vater des Vaterlandes, dem Besieger der parthischen Araber und der parthischen Adiabener, dem Pontifex Maximus, der zum elften Mal die Vollmachten eines Volkstribuns besitzt, elfmal zum Imperator akklamiert wurde und dreimaliger Konsul und Prokonsul ist; und dem Imperator Caesar Marcus Aurelianus Antoninus, Sohn des Lucius, dem Augustus, Pius, Felix, der zum sechsten Mal die Vollmachten eines Volkstribuns besitzt, dem gewesenen Konsul und Prokonsul, Vater des Vaterlandes; den besten und stärksten principes, für die Wiederherstellung des Gemeinwesens und die Erweiterung des Herrschaftsbereichs des römischen Volkes und für ihre außerordentlichen Leistungen in der Heimat und in der Fremde. Der Senat und das Volk von Rom.“

## Details

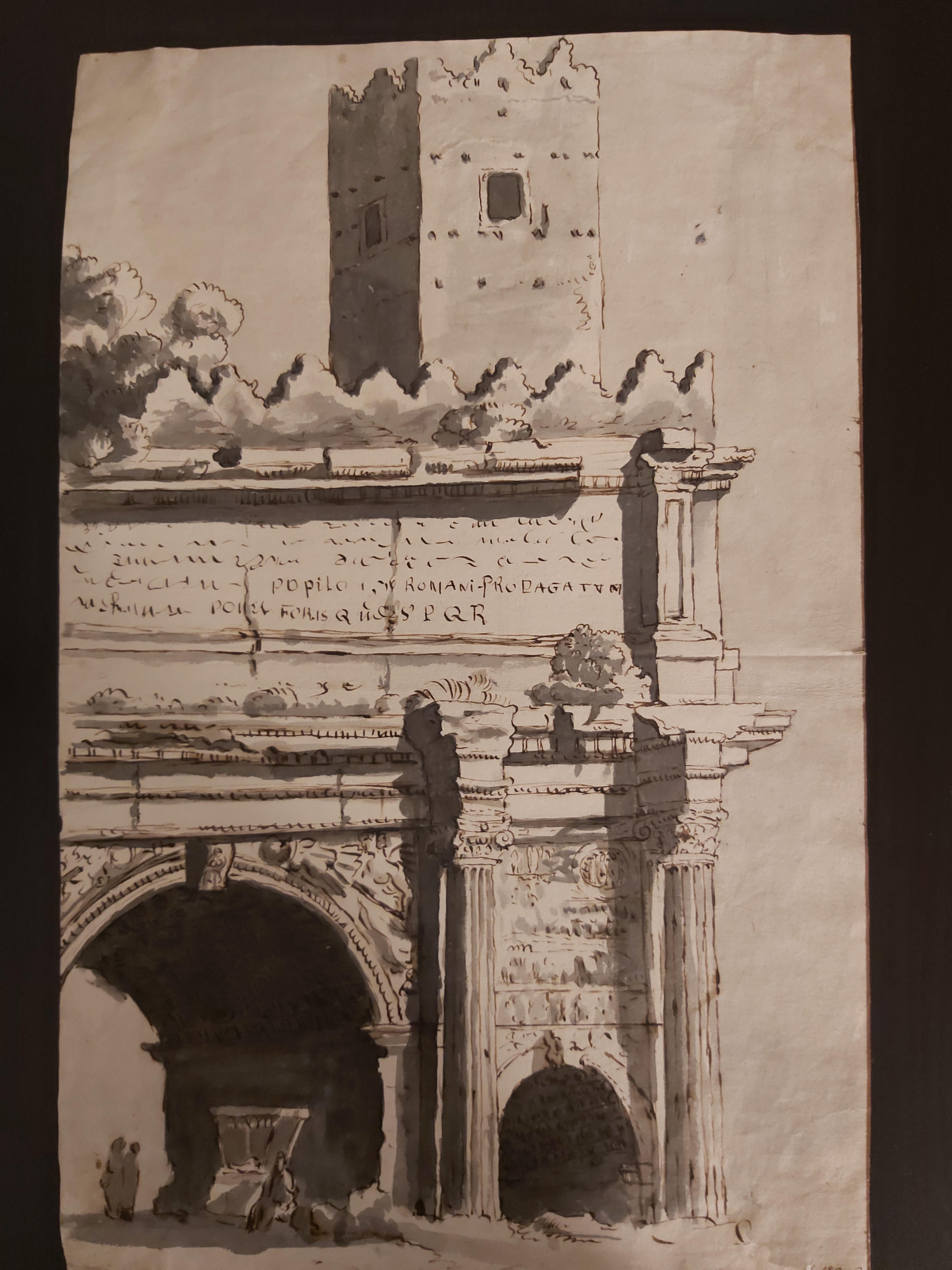
Septimius-Severus-Bogen, gemalt von Canaletto, 1742

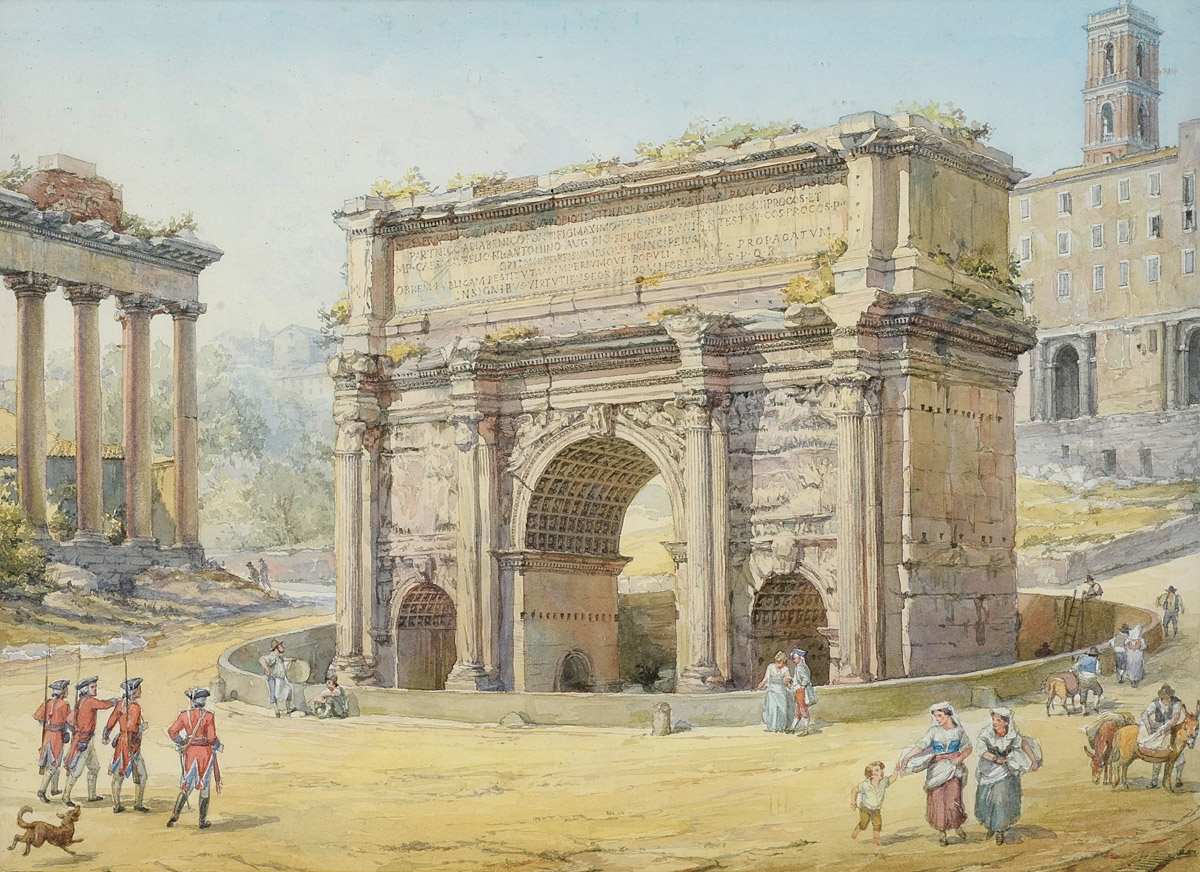
Septimius-Severus-Bogen, anonymes Aquarell aus dem 19. Jahrhundert

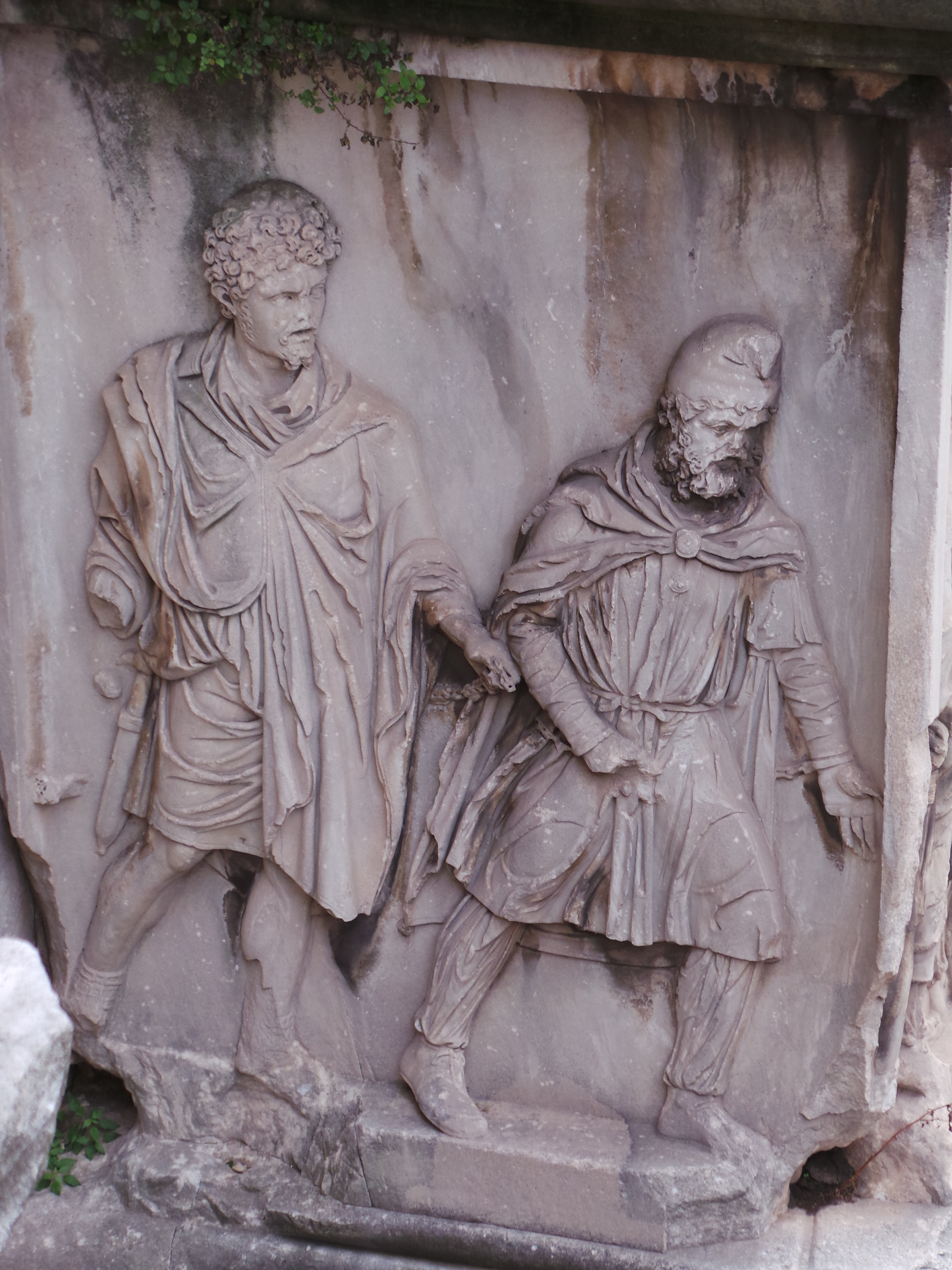
Abführung eines parthischen Kriegsgefangenen auf einem der Sockelreliefs. Der Soldat ist mit dem römischen Überziehmantel, der paenula dargestellt

Die Attika war von einer Quadriga mit den Statuen des Kaisers und seiner Söhne bekrönt. Von dieser Statuenbekrönung ist jedoch nichts erhalten. Nach den Münzbildern wurde der Triumphwagen mit Septimius Severus, Caracalla und Geta von sechs Pferden gezogen.
Die Bogenzone ist durch vier Pilaster mit vorgelagerten Säulen gegliedert. Die Säulen stehen auf hohen Sockeln und tragen Kompositkapitelle. Die Säulensockel zeigen an drei Seiten plastisch ausgearbeitete Gefangenenzüge. Die Zwickel über den Seitenbögen sind mit Flussgöttern versehen. In den Zwickeln über dem Mittelbogen befinden sich Viktorien, die Trophäen tragen. Unterhalb der Viktorien sind Jahreszeitenpersonifikationen angebracht. Die Schlusssteine über den Seitenbögen sind mit Gottheiten verziert, am Schlussstein über dem Mittelbogen ist Mars dargestellt. Oberhalb der Seitenbögen verläuft jeweils ein schmaler Fries, an dem Gefangene und Besiegte der Göttin Roma vorgeführt werden, ferner sind Soldaten, Karren mit Kriegsbeute und Allegorien der Provinzen dargestellt.
Über den schmalen Friesbändern befinden sich an beiden Seiten je zwei große Relieftafeln, welche die siegreichen Feldzüge des Septimius Severus gegen die Parther und Araber verherrlichen und einen Einblick in das Kriegsgeschehen geben. Die Reliefs auf der dem Forum zugewandten Seite zeigen die Angriffe gegen die Städte Nisibis (links) und Edessa (rechts) während des ersten Feldzuges gegen die Parther 195 n. Chr. Auf der Seite zum Kapitol hin sind die Angriffe auf die Doppelstadt Seleukia-Ktesiphon am Tigris während des zweiten Partherfeldzuges dargestellt (Seleukia links, Ktesiphon rechts). Der malerische Stil der Reliefs steht in der Tradition der Triumphalmalerei, die bereits in der römischen Republik ein wichtiger Bestandteil der Kunst war und der Volkskunst nahestand. Dieser Kunststil wird auch „Landkartenstil“ genannt, da die Darstellung in schräger Vogelperspektive und mittels stark vereinfachter Landkartendarstellung, die mit Gebäuden oder Figuren gefüllt wurde, ausgeführt wurden, um dem Volk das Geschehen zu vermitteln.
Die plastisch ausgebildeten Szenen der Sockelreliefs mit Kriegsgefangenen heben sich im Stil deutlich von den vier Relieftafeln ab. Die bereits erwähnte Aufsicht in Vogelperspektive auf die Geschehnisse und die lineare Ausarbeitung der Reliefs geben dem historischen Kriegsbericht größere Bedeutung und dienen weniger der Repräsentation. Zweck war es, dem Volk den Ablauf des Krieges zu verdeutlichen.